# Isidro Juárez
Pour les articles homonymes, voir Juárez.
Juárez  del Moral est un nom espagnol. Le premier nom de famille, en général paternel, est Juárez ; le second, en général maternel, souvent omis, est del Moral.
Isidro Juárez del Moral (né le 2 janvier 1956 à Burgos dans la région de Castille-et-Léon) est un coureur cycliste espagnol. Il est professionnel de 1977 à 1986.

## Biographie
Lors du championnat d'Espagne en 1979, il franchit la ligne en premier, mais est déclassé après un contrôle antidopage positif. Le titre revient finalement au second, Faustino Rupérez.
En 1985, il remporte la seizième étape du Tour d'Espagne à Alcalá de Henares.

## Palmarès
- 1979
  - 4ea étape du Tour de Cantabrie
  - 5ea étape du Tour du Pays basque
- 1980
  - 5eb étape du Tour d'Aragon
  - 2e du Tour d'Aragon
- 1981
  - Tour de La Rioja :
    - Classement général
    - 3e étape
- 1982
  - 2e étape du Tour de Burgos
  - Tour de Carthagène
- 1984
  - 5e étape du Tour des Asturies
- 1985
  - 16e étape du Tour d'Espagne

## Résultats sur les grands tours

### Tour d'Espagne
10 participations
- 1977 : abandon
- 1978 : abandon
- 1979 : 49e
- 1980 : 48e
- 1981 : abandon
- 1982 : 40e
- 1983 : 39e
- 1984 : 55e
- 1985 : 63e, vainqueur de la 16e étape
- 1986 : 66e

### Tour d'Italie
1 participation
- 1982 : 56e